# Novo Brasil (São Tomé)
Novo Brasil é uma aldeia de São Tomé e Príncipe, localiza-se no Distrito de Caué, ilha de São Tomé, próxima às localidades de São Pedro e de Vila Conceição.